# Шпанбаум

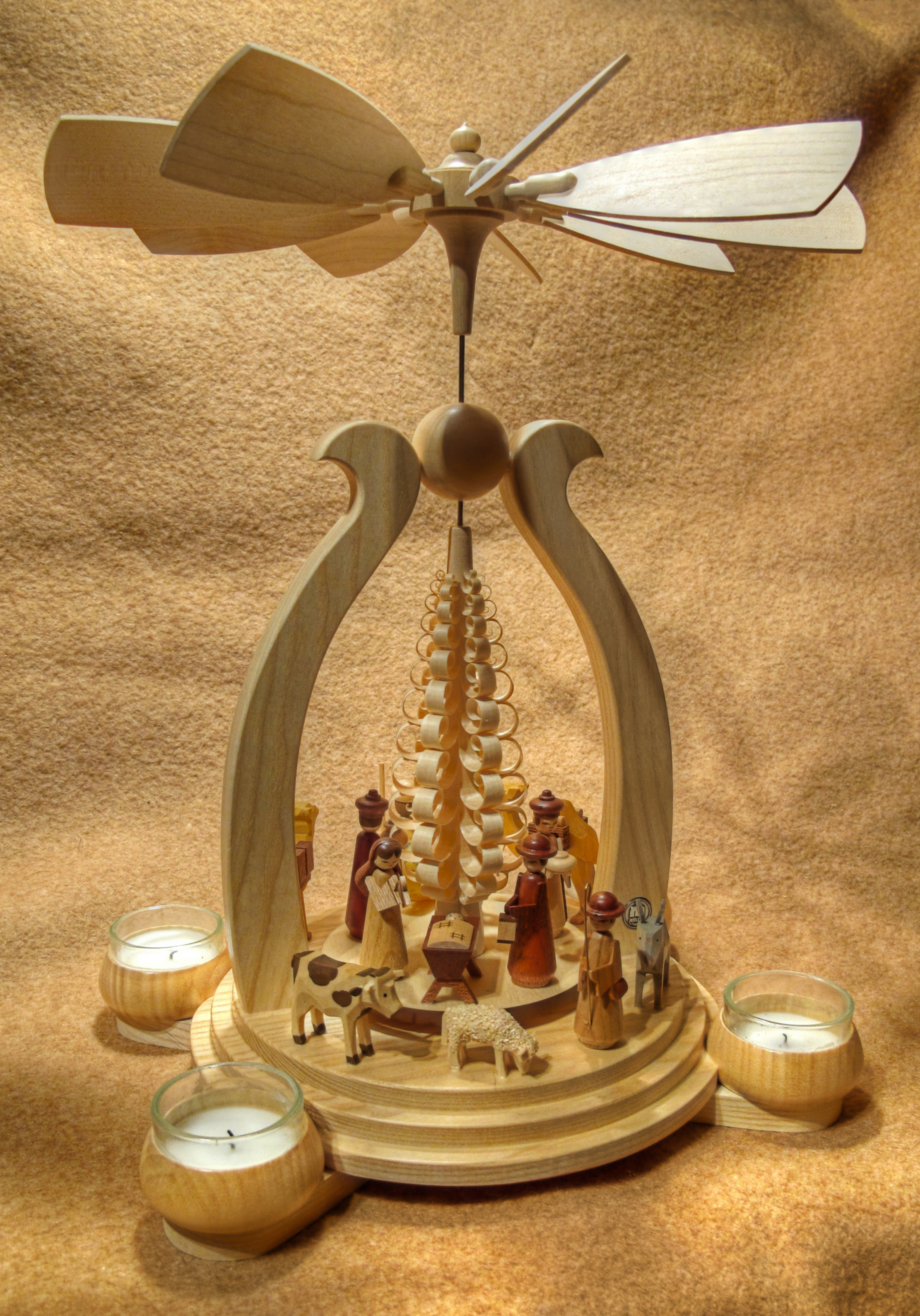
Шпанбаум в центре рождественской пирамиды

Шпа́нбаум (нем. Spanbaum, дословно — «стружечное дерево») — рождественское украшение в Рудных горах из липовой древесины, обычно элемент рождественской пирамиды. Шпанбаумами в Рудных горах на Рождество украшают окна.
Шпанбаум изготавливается вручную и требует от токаря высокого уровня профессионального мастерства: специальным резцом с конической заготовки снимают, но не отделяют одна за другой тонкую стружку разной длины так, чтобы конечное изделие приобрело вид кудрявой рождественской ёлки. Шпанбаумы выпускают различного размера: от 5 см высотой до 1 м, и чем выше изготавливаемый шпанбаум, тем больше опыта он требует от мастера.